# Az Ötösfogat epizódjainak listája
Ez a cikk az Ötösfogat című sorozat epizódjait tartalmazza.

## Évados áttekintés
| Évad | Évad | Epizódok | Eredeti sugárzás     | Eredeti sugárzás  | Eredeti adó |
| Évad | Évad | Epizódok | Évadpremier          | Évadfinálé        | Eredeti adó |
| ---- | ---- | -------- | -------------------- | ----------------- | ----------- |
|      | 1    | 22       | 1994. szeptember 12. | 1995. március 15. | FOX         |
|      | 2    | 22       | 1995. szeptember 27. | 1996. március 27. | FOX         |
|      | 3    | 25       | 1996. augusztus 21.  | 1997. április 2.  | FOX         |
|      | 4    | 24       | 1997. szeptember 17. | 1998. május 13.   | FOX         |
|      | 5    | 25       | 1998. szeptember 16. | 1999. május 19.   | FOX         |
|      | 6    | 24       | 1999. október 5.     | 2000. május 3.    | FOX         |

## 1. évad (1994-1995)
| Sor. | Év. | Cím                       | Rendező            | Író                                                                   | Premier              | Nézettség    |
| ---- | --- | ------------------------- | ------------------ | --------------------------------------------------------------------- | -------------------- | ------------ |
| 1.   | 1.  | Pilot                     | Richard Pearce     | Christopher Keyser és Amy Lippman                                     | 1994. szeptember 12. | 12,80 millió |
| 2.   | 2.  | Homework                  | Richard Pearce     | Christopher Keyser és Amy Lippman                                     | 1994. szeptember 19. | 8,70 millió  |
| 3.   | 3.  | Good Sports               | Steve Robman       | W.K. Scott Meyer                                                      | 1994. szeptember 26. | 7,40 millió  |
| 4.   | 4.  | Worth Waiting For         | Stephen Cragg      | Susannah Grant                                                        | 1994. október 3.     | 7,30 millió  |
| 5.   | 5.  | All's Fair                | Peter O'Fallon     | Ann Lewis Hamilton                                                    | 1994. október 10.    | 8,40 millió  |
| 6.   | 6.  | Fathers and Sons          | Ellen S. Pressman  | Christopher Keyser és Amy Lippman                                     | 1994. október 17.    | 7,70 millió  |
| 7.   | 7.  | Much Ado                  | Ken Topolsky       | Hollis Rich                                                           | 1994. október 24.    | 8,00 millió  |
| 8.   | 8.  | Kiss Me Kate              | Richard Pearce     | Susannah Grant                                                        | 1994. november 2.    | 9,90 millió  |
| 9.   | 9.  | Something Out of Nothing  | Steve Robman       | Történet: Christopher Keyser és Amy Lippman Tévéjáték: Susannah Grant | 1994. november 7.    | 8,00 millió  |
| 10.  | 10. | Thanksgiving              | Michael Engler     | Christopher Keyser és Amy Lippman                                     | 1994. november 14.   | 8,40 millió  |
| 11.  | 11. | Private Lives             | Peter O'Fallon     | W.K. Scott Meyer                                                      | 1994. november 21.   | 8,80 millió  |
| 12.  | 12. | Games People Play         | Michael Engler     | Susannah Grant                                                        | 1994. november 28.   | 9,40 millió  |
| 13.  | 13. | Grownups                  | Ellen S. Pressman  | Ann Lewis Hamilton                                                    | 1994. december 12.   | 8,20 millió  |
| 14.  | 14. | Not Fade Away             | Peter O'Fallon     | Christopher Keyser és Amy Lippman                                     | 1995. január 4.      | 10,00 millió |
| 15.  | 15. | It's Not Easy Being Green | Michael Engler     | Susannah Grant                                                        | 1995. január 11.     | 9,50 millió  |
| 16.  | 16. | Aftershocks               | Ken Topolsky       | Ann Lewis Hamilton és Mark B. Perry                                   | 1995. január 18.     | 11,00 millió |
| 17.  | 17. | In Loco Parentis          | Ken Topolsky       | Christopher Keyser és Amy Lippman                                     | 1995. február 1.     | 10,60 millió |
| 18.  | 18. | Who Cares?                | Ellen S. Pressman  | Susannah Grant                                                        | 1995. február 15.    | 9,10 millió  |
| 19.  | 19. | Brother's Keeper          | Richard Chamberlin | Mark B. Perry                                                         | 1995. február 22.    | 8,50 millió  |
| 20.  | 20. | The Trouble With Charlie  | Ken Topolsky       | Christopher Keyser és Amy Lippman                                     | 1995. március 1.     | 8,10 millió  |
| 21.  | 21. | All-Nighters              | Steve Robman       | Susannah Grant és Mark B. Perry                                       | 1995. március 8.     | 8,80 millió  |
| 22.  | 22. | The Ides of March         | Ellen S. Pressman  | Christopher Keyser és Amy Lippman                                     | 1995. március 15.    | 11,80 millió |

## 2. évad (1995-1996)
| Sor. | Év. | Cím                          | Rendező           | Író                                                             | Premier              | Nézettség    |
| ---- | --- | ---------------------------- | ----------------- | --------------------------------------------------------------- | -------------------- | ------------ |
| 23.  | 1.  | Ready or Not                 | Peter O'Fallon    | Christopher Keyser és Amy Lippman                               | 1995. szeptember 27. | 9,70 millió  |
| 24.  | 2.  | Falsies                      | Ellen S. Pressman | Mark B. Perry                                                   | 1995. október 4.     | 7,60 millió  |
| 25.  | 3.  | Dearly Beloved               | Michael Engler    | Lisa Melamed                                                    | 1995. október 18.    | 8,50 millió  |
| 26.  | 4.  | Have No Fear                 | Rodman Flender    | Melissa Gould                                                   | 1995. október 25.    | 9,60 millió  |
| 27.  | 5.  | Change Partners... and Dance | Ken Topolsky      | Susannah Grant                                                  | 1995. november 1.    | 8,40 millió  |
| 28.  | 6.  | Analogies                    | Ellen S. Pressman | Christopher Keyser és Amy Lippman                               | 1995. november 8.    | 10,60 millió |
| 29.  | 7.  | Where There's Smoke          | Daniel Attias     | Mark B. Perry                                                   | 1995. november 15.   | 9,20 millió  |
| 30.  | 8.  | Best Laid Plans              | Rodman Flender    | Lisa Melamed                                                    | 1995. november 22.   | 7,80 millió  |
| 31.  | 9.  | The Wedding                  | Steve Robman      | Christopher Keyser és Amy Lippman                               | 1995. december 13.   | 10,50 millió |
| 32.  | 10. | Grand Delusions              | Ken Topolsky      | Susannah Grant                                                  | 1995. december 20.   | 10,50 millió |
| 33.  | 11. | Unfair Advantage             | Michael Engler    | Mark B. Perry és Lisa Melamed                                   | 1996. január 3.      | 11,00 millió |
| 34.  | 12. | Hold On Tight                | Oz Scott          | Melissa Gould                                                   | 1996. január 10.     | 9,80 millió  |
| 35.  | 13. | Poor Substitutes             | Davis Guggenheim  | Christopher Keyser és Amy Lippman                               | 1996. január 17.     | 10,40 millió |
| 36.  | 14. | Strange Bedfellows           | Steve Robman      | Mark B. Perry                                                   | 1996. január 24.     | 9,10 millió  |
| 37.  | 15. | Benefactors                  | Daniel Attias     | Susannah Grant                                                  | 1996. január 31.     | 10,70 millió |
| 38.  | 16. | Comings and Goings           | Ken Topolsky      | Történet: Melissa Gould Tévéjáték: Lisa Melamed                 | 1996. február 7.     | 11,20 millió |
| 39.  | 17. | Valentine's Day              | David Semel       | P.K. Simonds                                                    | 1996. február 14.    | 9,90 millió  |
| 40.  | 18. | Before and After             | Steve Robman      | Christopher Keyser és Amy Lippman                               | 1996. február 21.    | 11,70 millió |
| 41.  | 19. | Altered States               | Michael Engler    | Susannah Grant                                                  | 1996. február 28.    | 9,60 millió  |
| 42.  | 20. | Happily Ever After           | Rodman Flender    | Történet: Lisa Melamed Tévéjáték: P.K. Simonds és Melissa Gould | 1996. március 20.    | 9,60 millió  |
| 43.  | 21. | Spring Breaks: Part 1        | Daniel Attias     | Mark B. Perry                                                   | 1996. március 27.    | 11,10 millió |
| 44.  | 22. | Spring Breaks: Part 2        | Steve Robman      | Christopher Keyser és Amy Lippman                               | 1996. március 27.    | 11,10 millió |

## 3. évad (1996-1997)
| Sor. | Év. | Cím                         | Rendező             | Író                                               | Premier              | Nézettség    |
| ---- | --- | --------------------------- | ------------------- | ------------------------------------------------- | -------------------- | ------------ |
| 45.  | 1.  | Summer Fun, Summer Not      | Steve Robman        | Christopher Keyser és Amy Lippman                 | 1996. augusztus 21.  | 9,60 millió  |
| 46.  | 2.  | Going, Going, Gone          | Michael Engler      | P.K. Simonds & Mark B. Perry                      | 1996. augusztus 28.  | 9,30 millió  |
| 47.  | 3.  | Short Cuts                  | Ellen S. Pressman   | Lisa Melamed                                      | 1996. szeptember 4.  | 8,10 millió  |
| 48.  | 4.  | Deal With It                | Dennie Gordon       | Susannah Grant                                    | 1996. szeptember 11. | 9,20 millió  |
| 49.  | 5.  | Mixed Signals               | Ken Topolsky        | Christopher Keyser és Amy Lippman                 | 1996. szeptember 18. | 8,90 millió  |
| 50.  | 6.  | Going Home                  | Daniel Attias       | Christopher Keyser és Amy Lippman                 | 1996. szeptember 25. | 9,10 millió  |
| 51.  | 7.  | Personal Demons             | Michael Engler      | Mark B. Perry                                     | 1996. október 30.    | 9,50 millió  |
| 52.  | 8.  | Not So Fast                 | Ken Topolsky        | Karen Krenis                                      | 1996. november 6.    | 9,80 millió  |
| 53.  | 9.  | Gimme Shelter               | Steve Robman        | Susannah Grant                                    | 1996. november 13.   | 10,20 millió |
| 54.  | 10. | Close To You                | Vicky Jackson LeMay | Catherine Butterfield                             | 1996. november 20.   | 10,00 millió |
| 55.  | 11. | I Do                        | Ellen S. Pressman   | P.K. Simonds és Lisa Melamed                      | 1996. november 27.   | 7,60 millió  |
| 56.  | 12. | Desperate Measures          | Michael Engler      | Mark B. Perry                                     | 1996. december 11.   | 10,40 millió |
| 57.  | 13. | Christmas                   | Dennie Gordon       | Susannah Grant                                    | 1996. december 18.   | 10,60 millió |
| 58.  | 14. | Life's Too Short            | Eric Jewett         | Lisa Melamed, Christopher Keyser és Amy Lippman   | 1997. január 8.      | 9,56 millió  |
| 59.  | 15. | Significant Others          | Ken Topolsky        | P.K. Simonds                                      | 1997. január 15.     | 9,92 millió  |
| 60.  | 16. | I Declare                   | Michael Engler      | Chris Levinson                                    | 1997. január 22.     | 9,87 millió  |
| 61.  | 17. | Misery Loves Company        | Rodman Flender      | Mark B. Perry                                     | 1997. január 29.     | 10,43 millió |
| 62.  | 18. | MYOB                        | Daniel Attias       | Lisa Melamed                                      | 1997. február 5.     | 10,72 millió |
| 63.  | 19. | Point of No Return          | Michael Engler      | Susannah Grant                                    | 1997. február 12.    | 10,90 millió |
| 64.  | 20. | Intervention                | Steve Robman        | Christopher Keyser és Amy Lippman                 | 1997. február 19.    | 12,68 millió |
| 65.  | 21. | Hitting Bottom              | Dennie Gordon       | P.K. Simonds                                      | 1997. február 26.    | 13,32 millió |
| 66.  | 22. | Leap of Faith               | Susannah Grant      | Lisa Melamed                                      | 1997. március 5.     | 11,91 millió |
| 67.  | 23. | Promises, Promises          | Lou Antonio         | Mark B. Perry                                     | 1997. március 19.    | 11,84 millió |
| 68.  | 24. | A Little Faith              | Ken Topolsky        | Christopher Keyser, Amy Lippman és Chris Levinson | 1997. március 26.    | 10,65 millió |
| 69.  | 25. | You Win Some, You Lose Some | Michael Engler      | Christopher Keyser és Amy Lippman                 | 1997. április 2.     | 12,24 millió |

## 4. évad (1997-1998)
| Sor. | Év. | Cím                            | Rendező             | Író                                                                 | Premier              | Nézettség    |
| ---- | --- | ------------------------------ | ------------------- | ------------------------------------------------------------------- | -------------------- | ------------ |
| 70.  | 1.  | What a Drag                    | Michael Engler      | Mark B. Perry                                                       | 1997. szeptember 17. | 13,13 millió |
| 71.  | 2.  | Past Imperfect                 | Ken Topolsky        | P.K. Simonds                                                        | 1997. szeptember 24. | 10,91 millió |
| 72.  | 3.  | Handicaps                      | Lou Antonio         | Christopher Keyser és Amy Lippman                                   | 1997. október 1.     | 10,68 millió |
| 73.  | 4.  | Zap                            | Eric Jewett         | Mitchell Burgess és Robin Green                                     | 1997. október 15.    | 10,52 millió |
| 74.  | 5.  | Fight or Flight                | Patrick Norris      | Julia Dahl                                                          | 1997. október 22.    | 10,78 millió |
| 75.  | 6.  | Immediate Family               | Daniel Attias       | Mark B. Perry                                                       | 1997. október 29.    | 12,07 millió |
| 76.  | 7.  | Positive Attitude              | Michael Engler      | P.K. Simonds                                                        | 1997. november 5.    | 13,66 millió |
| 77.  | 8.  | Sickness/Health, Richer/Poorer | Rodman Flender      | Christopher Keyser és Amy Lippman                                   | 1997. november 12.   | 13,30 millió |
| 78.  | 9.  | Truth Be Told                  | Steve Robman        | Christopher Keyser és Amy Lippman                                   | 1997. november 19.   | 12,78 millió |
| 79.  | 10. | Adjustments                    | Vicky Jackson LeMay | Mitchell Burgess és Robin Green                                     | 1997. december 3.    | 12,44 millió |
| 80.  | 11. | S'Wunnerful Life               | Jan Eliasberg       | Mark B. Perry                                                       | 1997. december 10.   | 11,55 millió |
| 81.  | 12. | Empty Shoes                    | Arvin Brown         | P.K. Simonds                                                        | 1998. január 7.      | 11,43 millió |
| 82.  | 13. | Parent Trap                    | Kevin Inch          | Tammy Ader                                                          | 1998. január 14.     | 12,03 millió |
| 83.  | 14. | Of Human Bonding               | Brian Mertes        | Julia Dahl, Mitchell Burgess és Robin Green                         | 1998. január 21.     | 11,91 millió |
| 84.  | 15. | Here and Now                   | Daniel Attias       | Mark B. Perry                                                       | 1998. január 28.     | 11,55 millió |
| 85.  | 16. | I Give Up                      | Ken Topolsky        | P.K. Simonds                                                        | 1998. február 4.     | 11,30 millió |
| 86.  | 17. | Of Sound Mind and Body         | Steve Robman        | Lisa Melamed                                                        | 1998. február 11.    | 11,83 millió |
| 87.  | 18. | True or False                  | Lou Antonio         | Ellen Herman                                                        | 1998. február 25.    | 10,38 millió |
| 88.  | 19. | Go Away                        | Jan Elisaberg       | Christopher Keyser és Amy Lippman                                   | 1998. március 4.     | 11,82 millió |
| 89.  | 20. | Square One                     | Daniel Attias       | P.K. Simonds                                                        | 1998. április 22.    | 10,22 millió |
| 90.  | 21. | Free and Clear                 | Steve Robman        | Robin Green és Mitchell Burgess                                     | 1998. április 22.    | 10,22 millió |
| 91.  | 22. | Opposites Distract             | Julianna Levin      | Lisa Melamed                                                        | 1998. április 29.    | 10,47 millió |
| 92.  | 23. | Fools Rush In                  | Michael Engler      | Történet: Christopher Keyser és Amy Lippman Tévéjáték: P.K. Simonds | 1998. május 6.       | 10,74 millió |
| 93.  | 24. | Fools Rush Out                 | Michael Engler      | Történet: Christopher Keyser és Amy Lippman Tévéjáték: P.K. Simonds | 1998. május 13.      | 11,50 millió |

## 5. évad (1998-1999)
| Sor. | Év. | Cím                          | Rendező             | Író                               | Premier              | Nézettség    |
| ---- | --- | ---------------------------- | ------------------- | --------------------------------- | -------------------- | ------------ |
| 94.  | 1.  | Moving On                    | Ken Topolsky        | P.K. Simonds                      | 1998. szeptember 16. | 11,92 millió |
| 95.  | 2.  | Separation Anxiety           | Daniel Attias       | Tammy Ader                        | 1998. szeptember 23. | 10,51 millió |
| 96.  | 3.  | Naming Names                 | Steve Robman        | Christopher Keyser és Amy Lippman | 1998. szeptember 30. | 10,44 millió |
| 97.  | 4.  | A Mid-Semester's Night Dream | Adam Nimoy          | Julia Dahl                        | 1998. október 28.    | 10,39 millió |
| 98.  | 5.  | The Baby                     | Daniel Attias       | Christopher Keyser és Amy Lippman | 1998. november 4.    | 11,06 millió |
| 99.  | 6.  | Forgive and/or Forget        | Steve Robman        | P.K. Simonds                      | 1998. november 11.   | 10,82 millió |
| 100. | 7.  | Tender Age                   | Ken Topolsky        | John Romano                       | 1998. november 18.   | 11,68 millió |
| 101. | 8.  | Love and War                 | Vicky Jackson LeMay | Allan Heinberg                    | 1998. december 2.    | 10,62 millió |
| 102. | 9.  | Gifts                        | Joe Ann Fogle       | Julia Dahl és Tammy Ader          | 1998. december 9.    | 10,01 millió |
| 103. | 10. | One Christmas to Go          | Ken Topolsky        | P.K. Simonds                      | 1998. december 16.   | 9,73 millió  |
| 104. | 11. | Rings of Saturn              | Lou Antonio         | Mark Richard                      | 1999. január 13.     | 11,29 millió |
| 105. | 12. | Witness for the Persecution  | Ellen S. Pressman   | John Romano és Allan Heinberg     | 1999. január 20.     | 10,27 millió |
| 106. | 13. | Fillmore Street              | Eric Jewett         | Julia Dahl                        | 1999. január 27.     | 10,46 millió |
| 107. | 14. | Stand by Me                  | Jonathan Prince     | Tammy Ader                        | 1999. február 3.     | 9,89 millió  |
| 108. | 15. | Whatever Works               | Daniel Attias       | P.K. Simonds                      | 1999. február 10.    | 10,27 millió |
| 109. | 16. | Party of Freud               | Steve Robman        | Christopher Keyser és Amy Lippman | 1999. február 17.    | 9,85 millió  |
| 110. | 17. | fam-i-ly                     | Lou Antonio         | Julia Dahl                        | 1999. március 3.     | 9,89 millió  |
| 111. | 18. | Driven to Extremes           | Joe Pennella        | Mark Richard és Allan Heinberg    | 1999. március 10.    | 10,34 millió |
| 112. | 19. | Judgment Day                 | Ellen S. Pressman   | John Romano és P.K. Simonds       | 1999. március 17.    | 10,12 millió |
| 113. | 20. | The Wish                     | Adam Nimoy          | Dan Peterson                      | 1999. április 14.    | 9,62 millió  |
| 114. | 21. | Get Back                     | Steve Robman        | Tammy Ader                        | 1999. április 21.    | 8,30 millió  |
| 115. | 22. | Fragile                      | Harry Winer         | Mimi Schmir                       | 1999. április 28.    | 9,61 millió  |
| 116. | 23. | I'll Show You Mine           | Daniel Attias       | Julia Dahl                        | 1999. május 5.       | 9,45 millió  |
| 117. | 24. | Haunted                      | Jan Eliasberg       | John Romano és Allan Heinberg     | 1999. május 12.      | 9,15 millió  |
| 118. | 25. | Otherwise Engaged            | Daniel Attias       | Mark Richard és P.K. Simonds      | 1999. május 19.      | 9,90 millió  |

## 6. évad (1999-2000)
| Sor. | Év. | Cím                              | Rendező                  | Író                                                               | Premier            | Nézettség   |
| ---- | --- | -------------------------------- | ------------------------ | ----------------------------------------------------------------- | ------------------ | ----------- |
| 119. | 1.  | Don't Let Go                     | Steve Robman             | P.K. Simonds                                                      | 1999. október 5.   | 8,52 millió |
| 120. | 2.  | Naked                            | Daniel Attias            | Julia Dahl                                                        | 1999. október 12.  | 8,37 millió |
| 121. | 3.  | Bye, Bye, Love                   | Adam Nimoy               | Allan Heinberg és Mimi Schmir                                     | 1999. október 19.  | 6,53 millió |
| 122. | 4.  | Wrestling Demons                 | Lou Antonio              | Melissa Rosenberg                                                 | 1999. október 26.  | 7,29 millió |
| 123. | 5.  | The Shortest Distance            | Eric Jewett              | Tom Garriguso és Ian Biederman                                    | 1999. november 2.  | 6,75 millió |
| 124. | 6.  | Too Close                        | Daniel Attias            | Julia Dahl és P.K. Simonds                                        | 1999. november 9.  | 6,29 millió |
| 125. | 7.  | We Gather Together               | Steve Robman             | Allan Heinberg                                                    | 1999. november 16. | 6,36 millió |
| 126. | 8.  | Faith, Hope and Charity          | Daniel Attias            | Melissa Rosenberg, Christopher Keyser, Amy Lippman és Mimi Schmir | 1999. november 30. | 6,44 millió |
| 127. | 9.  | Ties That Bind                   | Lou Antonio              | Mimi Schmir és Robin Schiff                                       | 1999. december 7.  | 5,62 millió |
| 128. | 10. | Dog Day After New Year           | Keith Samples            | Julia Dahl és Tom Garrigus                                        | 2000. január 11.   | 5,94 millió |
| 129. | 11. | Fear and Loathing                | Joe Pennella             | Ian Biederman                                                     | 2000. január 18.   | 6,17 millió |
| 130. | 12. | Bad Behavior                     | Harry Winer              | Melissa Rosenberg és Allan Heinberg                               | 2000. január 25.   | 6,54 millió |
| 131. | 13. | The Declaration of Co-Dependence | Danny Leiner             | Mimi Schmir                                                       | 2000. február 1.   | 5,68 millió |
| 132. | 14. | One For the Road                 | Steve Robman             | Ian Biederman és P.K. Simonds                                     | 2000. február 8.   | 5,62 millió |
| 133. | 15. | What If...                       | Ken Topolsky             | Allan Heinberg és P.K. Simonds                                    | 2000. február 22.  | 5,94 millió |
| 134. | 16. | Blast the Past                   | Daniel Attias            | P.K. Simonds és Melissa Rosenberg                                 | 2000. március 14.  | 4,63 millió |
| 135. | 17. | Getting There                    | Joe Penella              | Tom Garrigus                                                      | 2000. március 21.  | 4,67 millió |
| 136. | 18. | Too Cool for School              | Scott Brazil             | Ian Biederman és Mimi Schmir                                      | 2000. április 4.   | 4,83 millió |
| 137. | 19. | Isn't It Romantic                | Ken Topolsky             | Allan Heinberg                                                    | 2000. április 11.  | 5,40 millió |
| 138. | 20. | Great Expectations               | Christian D. Della Penna | Emily Whitesell                                                   | 2000. április 18.  | 4,70 millió |
| 139. | 21. | Taboo or Not Taboo               | Matthew Fox              | Mimi Schmir és Melissa Rosenberg                                  | 2000. április 19.  | 5,90 millió |
| 140. | 22. | Falling Forward                  | David Dworetzky          | Allan Heinberg, Tom Garrigus és Ian Biederman                     | 2000. április 26.  | 6,07 millió |
| 141. | 23. | All's Well...                    | Steve Robman             | P.K. Simonds                                                      | 2000. május 3.     | 6,49 millió |
| 142. | 24. | ...That Ends Well                | Ken Topolsky             | Christopher Keyser és Amy Lippman                                 | 2000. május 3.     | 6,49 millió |